# Liste der Monuments historiques in Fontaines-en-Duesmois
Die Liste der Monuments historiques in Fontaines-en-Duesmois führt die Monuments historiques in der französischen Gemeinde Fontaines-en-Duesmois auf.

## Liste der Immobilien
| Bezeichnung                                      | Beschreibung                                                                                      | Standort                                      | Kennzeichnung | Schutzstatus | Datum     | Bild           |
| ------------------------------------------------ | ------------------------------------------------------------------------------------------------- | --------------------------------------------- | ------------- | ------------ | --------- | -------------- |
| Grangie Esmorots                                 | zisterziensische Grangie, 1201 erstmals erwähnt; Kapelle Ste-Anne vom Anfang des 17. Jahrhunderts | Esmorots, 3 place du Tilleul (Lage)           | PA21000052    | Inscrit      | 2009      | weitere Bilder |
| Kapelle St-Nicolas, Waschhaus und Pferdeschwemme | Ensemble aus dem 16. und 17. Jahrhundert                                                          | Fontaines-en-Duesmois, rue aux Serains (Lage) | PA00112463    | Inscrit      | 1950      | weitere Bilder |
| Kirche St-Germain-d’Auxerre                      | ab dem 12. Jahrhundert, mehrfach umgebaut                                                         | Fontaines-en-Duesmois, rue de l’Eglise (Lage) | PA00112464    | Inscrit      | 1927 2006 | weitere Bilder |

## Liste der Objekte
| Bezeichnung                            | Beschreibung                                                                                          | Standort                                                         | Kennzeichnung | Schutzstatus | Datum | Bild |
| -------------------------------------- | --- | ---------------------------------------------------------------- | ------------- | ------------ | ----- | ---- |
| Skulptur Schutzmantelmadonna           | Kalkstein, farbig gefasst, zweite Hälfte des 15. Jahrhunderts                                         | Fontaines-en-Duesmois, in der Kirche St-Germain-d’Auxerre (Lage) | PM21001242    | Classé       | 1908  |      |
| Wurzel-Jesse-Fenster                   | Buntglas, zweite Hälfte des 15. Jahrhunderts, zwischen 1866 und 1868 neu zusammengestellt und ergänzt | Fontaines-en-Duesmois, in der Kirche St-Germain-d’Auxerre (Lage) | PM21001243    | Classé       | 1978  |      |
| Skulpturengruppe Unterweisung Mariens  | Holz, ehemals farbig gefasst, zweite Hälfte des 16. Jahrhunderts                                      | Esmorots, in der Grangie (Lage)                                  | PM21001244    | Classé       | 1962  |      |
| Skulptur Heiliger Josef mit Jesusknabe | Holz, ehemals farbig gefasst, 17. Jahrhundert                                                         | Esmorots, in der Grangie (Lage)                                  | PM21001245    | Classé       | 1962  |      |